# 6224 El Goresy
6224 El Goresy este un asteroid din centura principală de asteroizi.

## Descriere
6224 El Goresy este un asteroid din centura principală de asteroizi. A fost descoperit pe 1 martie 1981 la Siding Spring de Schelte J. Bus. Asteroidul prezintă o orbită caracterizată de o semiaxă mare de 2,36 ua, o excentricitate de 0,14 și o înclinație de 5,4° în raport cu ecliptica.